# Modibo Maïga
Modibo Maïga (* 3. September 1987 in Bamako) ist ein malischer ehemaliger Fußballspieler auf der Position eines Stürmers und Flügelspielers. 

## Karriere

### Verein

#### Karrierebeginn in der Heimat und Wechsel nach Marokko
Modibo Maïga wurde am 3. September 1987 in der malischen Hauptstadt Bamako geboren und begann seine Vereinskarriere beim lokalen Klub AS Bamako. Von diesem kam er 2000 in den Nachwuchsbereich von Stade Malien, eines der beiden großen Klubs (neben dem Djoliba AC) aus Mali. Dort soll er noch im Alter von 15 Jahren zu seinem Debüt in der malischen Erstklassigkeit gekommen sein, ehe er im Jahre 2004 nach Marokko kam, wo er vom Arbeiterklub Raja Casablanca, einem der populärsten und erfolgreichsten Klubs des Landes, unter Vertrag genommen wurde. Dabei wurde er bereits in seinem ersten Jahr in 22 der insgesamt 30 Ligaspiele eingesetzt und rangierte mit dem Team zum Saisonende auf dem zweiten Tabellenplatz mit zwei Punkten Rückstand auf Meister AS FAR. Damit qualifizierte sich die Mannschaft für die nachfolgende CAF Champions League 2005, in der Raja Casablanca erst im Halbfinale gegen Étoile Sportive du Sahel vom laufenden Turnier ausschied. In der Arab Champions League der Spielzeit 2005/06 für die sich der Arbeiterklub ebenfalls qualifiziert hatte, schaffte das Team den Einzug bis ins Finale, wo es gegen den ägyptischen Vertreter ENPPI Club mit einem Gesamtscore von 3:1 aus Hin- und Rückspiel siegreich war und zum ersten Mal in der Vereinsgeschichte diesen Titel gewann. Im Ligageschehen der marokkanischen Erstklassigkeit reichte es für den Verein 2005/06 nur für einen vierten Tabellenplatz; Maïga erzielte dabei bei 25 Ligaauftritten zehn Treffer. In der CAF Champions League 2006 schied er mit der Mannschaft in der zweiten Runde gegen JS Kabylie aus Algerien aus.

#### Wechsel nach Frankreich
Ob Modibo Maïga auch in der Saison 2006/07 noch in der marokkanischen Erstklassigkeit gespielt hat, kann nicht genau verifiziert werden, jedoch gibt es aus dieser Zeit keine Einsatzdaten. So dürfte er in der Saison 2006/07 nach Frankreich gewechselt sein, wo er anfangs für die B-Mannschaft des Le Mans FC in der viertklassigen französischen Championnat de France Amateur in Erscheinung trat. Dabei erzielte er in der Spielzeit 2006/07 zwei Treffer bei sieben Ligaeinsätzen und rangierte mit dem Team zum Saisonende auf dem siebenten Tabellenplatz. In der darauffolgenden Spielzeit schaffte er den Sprung in den Profikader, wo er unter Rudi Garcia in 19 Erstligapartien und damit der Hälfte der Meisterschaft eingesetzt wurde, selbst jedoch torlos blieb. Nur ein einziges Mal war er dabei über die volle Spieldauer am Rasen, die meiste Zeit kam er nur für wenige Einsatzminuten auf das Spielfeld oder saß uneingesetzt auf der Ersatzbank. Die meiste Zeit spielte er dabei an der Seite von Gervinho und Stéphane Sessegnon. Mit der Mannschaft erreichte er am Ende der Saison einen neunten Tabellenplatz mit fünf Punkten Abstand auf einen Startplatz in einem Europapokalwettbewerb. In der Saison 2008/09 avancierte der Malier zu einer Stammkraft seiner Mannschaft, für die er es auf 37 von 38 möglich gewesenen Ligaeinsätzen brachte und dabei nur im letzten Saisonspiel uneingesetzt auf der Ersatzbank saß. Dabei erzielte er acht Treffer und bereitete weitere drei für seine Teamkameraden vor. Mit der Mannschaft, die zu dieser Zeit mit einem starken Personalwechsel zu kämpfen hatte, auf Trainer Yves Bertucci folgte Daniel Jeandupeux, der kurz darauf an Interimscoach Arnaud Cormier übergab. Mit der Mannschaft schaffte er nur knapp den Klassenerhalt und wurde selbst noch in drei Coupe-de-France-Spielen und einem Coupe-de-la-Ligue-Spiel eingesetzt.
Die Personalrochade bei Le Mans ging auch 2009/10 bunt weiter, als Cormier durch Paulo Duarte ersetzt wurde, der wenig später wieder entlassen wurde, um das Amt wieder an Arnaud Cormier zurückzugeben. Maïga war in dieser Saison weiterhin Stammkraft und brachte es bei 32 Ligaauftritten auf sieben Tore und drei Torvorlagen. Mit der Mannschaft rangierte er zum Saisonende auf dem 18. von 20 Tabellenplätzen, ein Abstiegsplatz, der bereits Wochen vor dem offiziellen Saisonende feststand. Weiters wurde der Offensivakteur, der mittlerweile zu einem regelrechten Stammspieler in der Nationalmannschaft seines Heimatlandes geworden war, in zwei Coupe-de-France-Spielen und einem Coupe-de-la-Ligue-Spiel eingesetzt. Noch vor dem Abstieg in die französische Zweitklassigkeit wechselte der abwechselnd auf den Flügeln und als Stürmer eingesetzte Maïga für eine kolportierte Ablösesumme in Höhe von drei Millionen Euro innerhalb der Ligue 1 zum FC Sochaux, der auf dem 16. Platz rangierend nur knapp den Klassenerhalt geschafft hatte.

#### Torgefährliche Offensivkraft beim FC Sochaux
Bei dem als Werksklub gegründeten Verein aus dem Osten Frankreichs bildete er schon bald ein kongeniales Duo mit dem nigerianischen Stürmer Ideye Brown, mit dem er zusammen die Hälfte der zum Saisonende 60 erzielten Sochaux-Tore schoss. Während Brown seine 15 Tore in 35 Partien schoss, war Maïga in 37 Meisterschaftsspielen ebenso erfolgreich. Mit der Mannschaft erreichte er dabei einen fünften Platz im Endklassement und einen damit verbundene Startplatz in der Play-off-Runde der UEFA Europa League 2011/12, in der Sochaux mit einem Gesamtscore von 0:4 gegen den späteren Viertelfinalisten Metalist Charkiw ausschied. Außerdem wurde er in zwei Coupe-de-France-Spielen, in denen er ein Tor machte, und einem Coupe-de-la-Ligue-Spiel eingesetzt. Nach dem ersten Saisonspiel 2011/12 kam es zu einem Eklat seitens Maïga, der am 12. August 2011 verlautbarte nie wieder für Sochaux spielen zu wollen und stattdessen zu Newcastle United wechseln zu wollen. Aus diesem Grund spielte er die nachfolgenden Pflichtspielpartien seines Klubs nicht mit, kehrte jedoch im Europa-League-Rückspiel gegen Charkiw wieder zurück in den Kader. Da er und Teamkollege Kévin Anin, der zwei Jahre später seine Karriere nach einem Autounfall querschnittsgelähmt frühzeitig beenden musste, ständig einen Wechsel ins Auge fassten, entgegneten ihnen die eigenen Fans in den folgenden Monaten mit Unmut und warfen den beiden „kindisches Benehmen“ vor.
Wie verschiedene Zeitungen wie The Daily Telegraph und L’Équipe Mitte Oktober 2011 berichteten, soll Maïga wirklich kurz vor einem Transfer zu Newcastle in der Wintertransferphase gestanden sein, nachdem Sochaux einen vorzeitigen Transfer im Sommer abgelehnt hatte. Die Engländer waren bereits eine kolportierte Ablösesumme in Höhe von sieben Millionen Pfund zu bezahlen und boten dem Spieler einen Vertrag mit einer Laufzeit von viereinhalb Jahren an. Dabei wurde Mitte Dezember 2011 auch vermeldet, dass er bereits seinen medizinischen Test positiv absolviert hätte und kurz vor einem Wechsel stünde, was jedoch kurz darauf von L’Équipe negiert wurde. Ein Wechsel zu Newcastle United für eine kolportierte Ablösesumme in Höhe von 8,3 Millionen Euro kam somit nicht zustande; Grund sollen Knieprobleme gewesen sein. Obgleich seiner nur 23 Ligaspiele, die er bis zum Saisonende 2011/12 absolvierte, agierte der Malier, der zumeist als Mittelstürmer, seltener auch am linken Flügel, eingesetzt wurde, zunehmend torgefährlich. Bei seinen 23 Auftritten gelangen ihm neun Treffer, darunter vier in drei aufeinanderfolgenden Partien Ende September bis Anfang Oktober, sowie fünf in fünf aufeinanderfolgenden Spielen von Ende März bis Ende April 2012. Des Weiteren bereitete er zwei Treffer für seine Mannschaftskollegen vor und absolvierte ein Spiel in der Coupe de France 2011/12. Weiters war er am 17. September 2011 zu einem Ligaeinsatz für die in der Viertklassigkeit spielende B-Mannschaft gekommen, wobei er beim 3:2-Sieg über CSO Amnéville zwei Treffer beisteuerte.

#### Doch noch der Sprung nach England

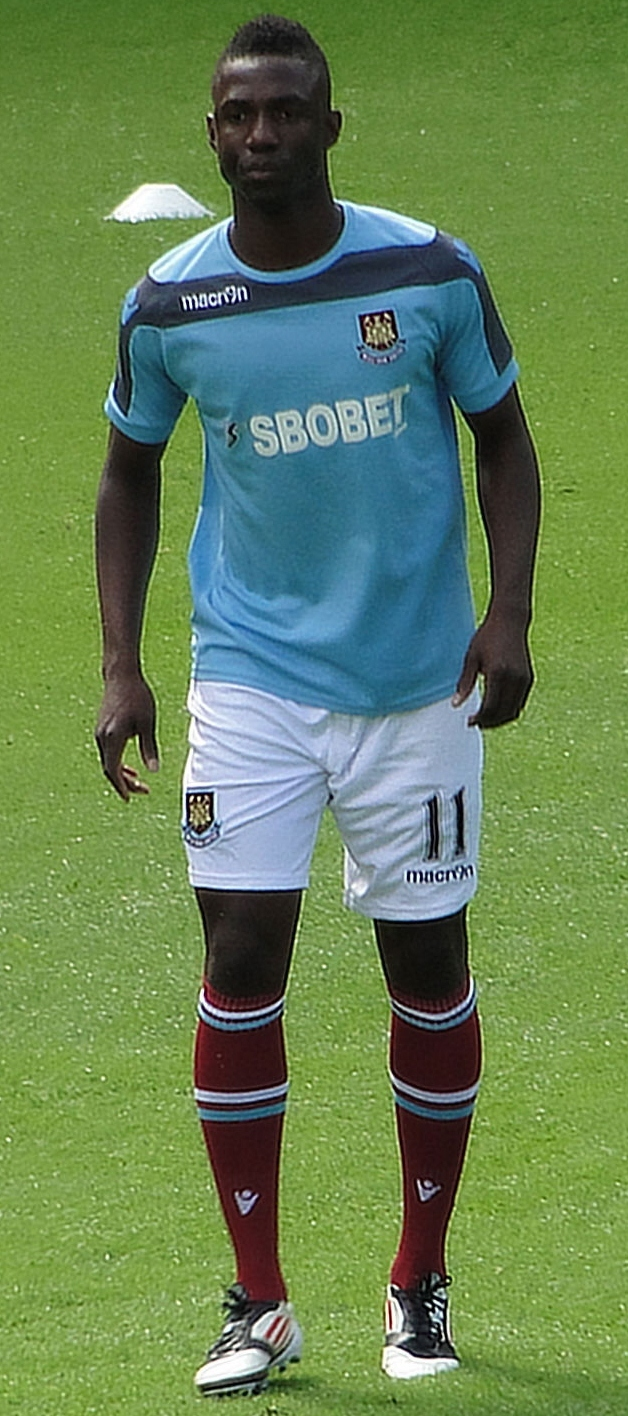
Modibo Maïga als Spieler von West Ham United (2012)

Im Sommer 2012 absolvierte er einen ärztlichen Test bei West Ham United, woraufhin er einen Vierjahresvertrag mit der Option auf zwei weitere unterschrieb; über die Ablösesumme wurde Stillschweigen vereinbart, jedoch soll diese zwischen fünf und sechs Millionen Euro betragen haben. Bei West Ham war er bereits die fünfte Neuverpflichtung des Sommers hinter Mohamed Diamé, George McCartney, Jussi Jääskeläinen und Stephen Henderson. Sein Debüt für West Ham gab er exakt einen Monat nach seiner Verpflichtung am 18. August 2012 bei einem 1:0-Heimsieg über Aston Villa, als er in der 81. Spielminute für Carlton Cole auf den Rasen kam. Seinen ersten Pflichtspieltreffer erzielte er zehn Tage später beim 2:0-Erfolg über Crewe Alexandra im League Cup 2012/13, als er durchspielte und nach Nicky Maynards Treffer in der 34. Minute in der 55. Minute zum 2:0-Endstand traf. Ein weiterer League-Cup-Treffer gelang ihm auch bei seinem zweiten Einsatz, als er in der dritten Runde mit 1:4 gegen Wigan Athletic ausschied. Bis zum 1. Januar 2013 absolvierte er 16 Ligapartien, wobei er zumeist nur zu Kurzeinsätzen kam und nie über die volle Spieldauer am Rasen war. Öfters saß er dabei auch uneingesetzt auf der Ersatzbank. Insgesamt gelangen ihm in dieser Zeit zwei Treffer und ein Assist. Abwechselnd setzte ihn Sam Allardyce dabei als Mittelstürmer und Linksaußen ein, ließ ihn in einer Partien auch als Rechtsaußen auflaufen. In weiterer Folge war er längere Zeit nicht im offiziellen Kader, ein Grund dafür war unter anderem seine Teilnahme mit Mali an der Fußball-Afrikameisterschaft 2012, doch auch danach war er zumeist nicht im Kader oder saß in drei Ligapartien uneingesetzt auf der Ersatzbank. Erst im letzten Saisonspiel, einem 4:2-Sieg über den FC Reading, kam er zu einem Kurzeinsatz, bei dem er auch eine Torvorlage beisteuerte. Am 8. April absolvierte er auch einen 90-minütigen Einsatz für das Reserveteam mit Spielbetrieb in der Professional Development League. Mit der Profimannschaft beendete er die Premier League 2012/13 auf dem zehnten Tabellenplatz.
Die Saison 2013/14 begann er unter Allardyce als Stammspieler und kompensierte hierbei vor allem den Abgang von Routinier Carlton Cole, der jedoch im Oktober 2013 wieder zum Verein stieß. Ab dieser Zeit wurde er auf dieser Position wieder von Cole abgelöst und saß wieder uneingesetzt auf der Ersatzbank, ehe er ab Ende November 2013 wieder zu seinen Einsätzen kam. Aufgrund einer Formschwäche und der Tatsache, dass ihn Sam Allardyce dennoch regelmäßig einsetzte, wurde er von den Anhängern des Klubs kritisiert, jedoch von Allardyce selbst in Schutz genommen. Bis Ende Januar 2014 hatte es der Malier auf insgesamt 14 Ligaeinsätze gebracht und hatte dabei einen Treffer erzielt und weitere zwei vorbereitet. Weiters kam er zu vier Einsätzen im League Cup 2013/14, als er in vier Partien einen Treffer erzielte und eine Torvorlage machte. Auch im FA Cup 2013/14 kam er zu einem Einsatz, schied dort jedoch bereits in der dritten Runde mit 0:5 gegen Nottingham Forest vom laufenden Turnier aus. Daraufhin erfolgte mit 31. Januar 2014 ein leihweiser Wechsel bis Saisonende 2013/14 zum Zweitligisten Queens Park Rangers. Von Harry Redknapp wurde er bereits im ersten Pflichtspiel nach dem Wechsel eingesetzt; beim 3:3-Remis gegen den FC Burnley erzielte der Linksfuß nach einer Flanke von Junior Hoilett in der 79. Minute das letzte Tor der Begegnung, nachdem er erst kurz davor für Andy Johnson auf den Rasen kam. Danach setzte ihn Redknapp noch in sieben weiteren Zweitligaspielen ein, wo er es jedoch zumeist nur zu Kurzeinsätzen brachte und die meiste Zeit erst gar nicht im Kader war oder uneingesetzt auf der Ersatzbank Platz nahm. Während sein Stammverein West Ham im Endklassement den 13. Platz belegte, kam Maïga mit den Queens Park Rangers auf den vierten Platz der Football League Championship. Auch in den nachfolgenden Aufstiegs-Play-offs konnte sich das Team durchsetzen und schaffte somit den Aufstieg in die höchste Fußballliga des Landes; der Malier hatte in der 43. Runde seinen letzten Einsatz und war an den Play-offs gar nicht beteiligt.

#### Auf Leihbasis zum FC Metz und Rückkehr nach England
Nach seiner Rückkehr zu West Ham absolvierte er mit dem Team die Saisonvorbereitung auf die Premier-League-Saison 2014/15, wurde jedoch Ende August nach Frankreich verliehen, wo er beim FC Metz einen Leihvertrag bis zum Saisonende unterschrieb. Der Vertrag beinhaltete eine Option zur fixen Verpflichtung nach Ende des Leihzeit. Beim Neuaufsteiger aus der Ligue 2 kam er kurz vor seinem 27. Geburtstag zu seinem Pflichtspieldebüt, als er im Viertrundenspiel der Ligue 1 2014/15, einem 2:1-Heimerfolg über Olympique Lyon, von Beginn an spielte und ab der 64. Minute durch Juan Manuel Falcón ersetzt wurde. Unter Albert Cartier kam er zumeist als Stammspieler in der Offensive zum Einsatz, versäumte jedoch auch einige Ligaspiele aufgrund seiner Teilnahme an der Fußball-Afrikameisterschaft 2015 im Januar. Bei 25 Einsätzen in der Ligue 1 gelangen ihm insgesamt neun Treffer, davon zwei Doppelpacks und ein Hattrick, den er bei einem 3:2-Heimsieg über den FC Toulouse am 4. April 2015 erzielte. Zu je einem weiteren Einsatz kam er in der Coupe de la Ligue 2014/15, sowie in der Coupe de France 2014/15. Mit seinen neun Treffern war er zugleich der torgefährlichste Spieler seiner Mannschaft. Dennoch konnte er der Mannschaft nicht zum Klassenerhalt verhelfen und stieg mit dem Team auf dem 19. und damit vorletzten Platz aus der französischen Erstklassigkeit ab. Nach seiner Rückkehr nach England spielte er mit West Ham in der UEFA Europa League 2015/16, für deren erste Qualifikationsrunde sich das Team aufgrund des Sieges der der nationalen Fair-Play-Wertung der Premier League 2014/15 qualifiziert hatte. Ab der 2. Qualirunde wurde er vom neuen Trainer Slaven Bilić in allen Spielen eingesetzt, ehe das Team mit einem Gesamtscore von 3:4 gegen Astra Giurgiu in der 3. Qualifikationsrunde ausschied. Bei seinen vier Einsätzen gelang ihm eine Torvorlage. Kurz danach startete er mit West Ham in den Ligabetrieb 2015/16 und wurde in den ersten drei Meisterschaftsspielen als Ersatzspieler eingesetzt, wobei er bei seinem letzten Einsatz, einer 3:4-Heimniederlage gegen AFC Bournemouth ein Tor für seine Mannschaft schoss.

#### Transfer nach Saudi-Arabien
Am 28. August 2015 wurde der Wechsel Maïgas nach Saudi-Arabien bekanntgegeben, wohin der Malier für eine unbekannte Ablösesumme zum al-Nasr FC, dem amtierenden Meister der Saudi Professional League, wechselte. Beim Klub unterschrieb er einen Zweijahresvertrag bis zum 30. Juni 2017. Sein Pflichtspieldebüt gab er kurz nach seinem 28. Geburtstag am 12. September im Achtelfinale des Saudi Crown Prince Cup des Jahres 2015, als er beim 5:1-Erfolg über al-Nahda einen Hattrick erzielte, sowie eine Torvorlage machte. Auch bei seinem Ligadebüt, einem 2:0-Heimsieg über den Najran SC am 18. September, erzielte Modibo Maïga einen Treffer. Weiters erzielte er auch bei seinem ersten Einsatz im King Cup zwei Treffer; auch bei seinem ersten Einsatz in der AFC Champions League 2016 gelang ihm ein Tor. Unter dem Uruguayer Jorge da Silva avancierte er schon bald zu einem Stammspieler im Angriff des Hauptstadtklubs. Nach dem Abgang des Uruguayers mit 24. Oktober setzte ihn auch dessen Nachfolger der Weltfußballer des Jahres 2006, Fabio Cannavaro, zumeist als Stammkraft ein, verwendete ihn jedoch auch als Joker. Seine Offensivstärke konnte er jedoch erst durch die Übernahme des Traineramtes durch den Spanier Raúl Caneda ausleben, als er neben Toren auch einige Torvorlagen beisteuerte. Nach 23 Meisterschaftsrunden rangiert er mit al-Nasr aktuell (Stand: 22. April 2016) auf dem achten Tabellenrang und damit weit entfernt von einem neuerlichen Meistertitel des Vereins; Maïga wurde in 17 Ligaspielen eingesetzt, in denen er drei Tore und drei Assists beisteuerte. Des Weiteren ist er mit der Mannschaft noch im Königspokal vertreten, nachdem das Team im Viertelfinale al-Orobah mit 3:1 bezwang. Ausgeschieden ist er mit dem al-Nasr FC hingegen nach einer Viertelfinalniederlage im Saudi Crown Prince Cup und in der Gruppenphase der AFC Champions League 2016.

### Nationalmannschaft

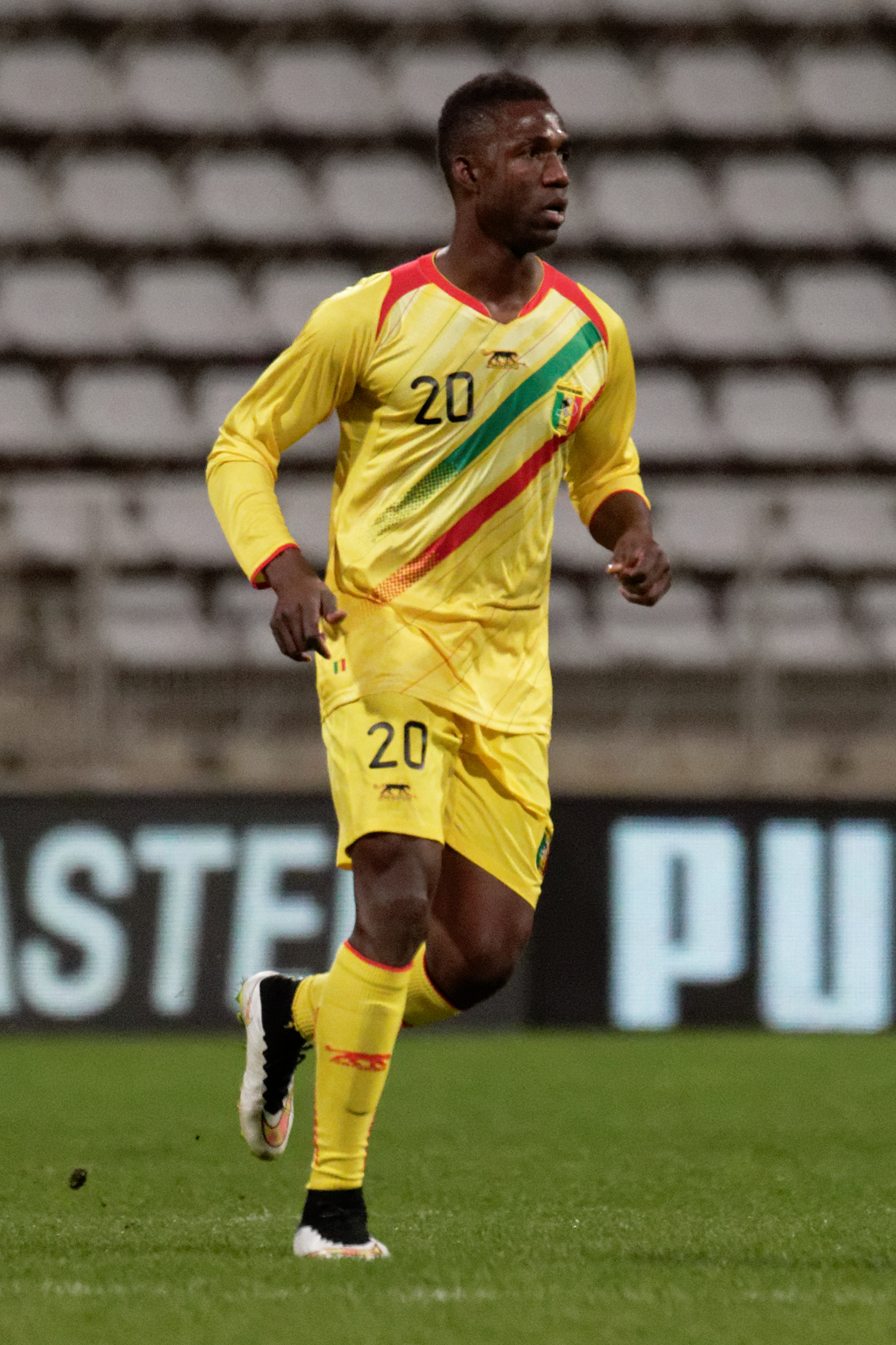
Modibo Maïga als Nationalspieler (2015)

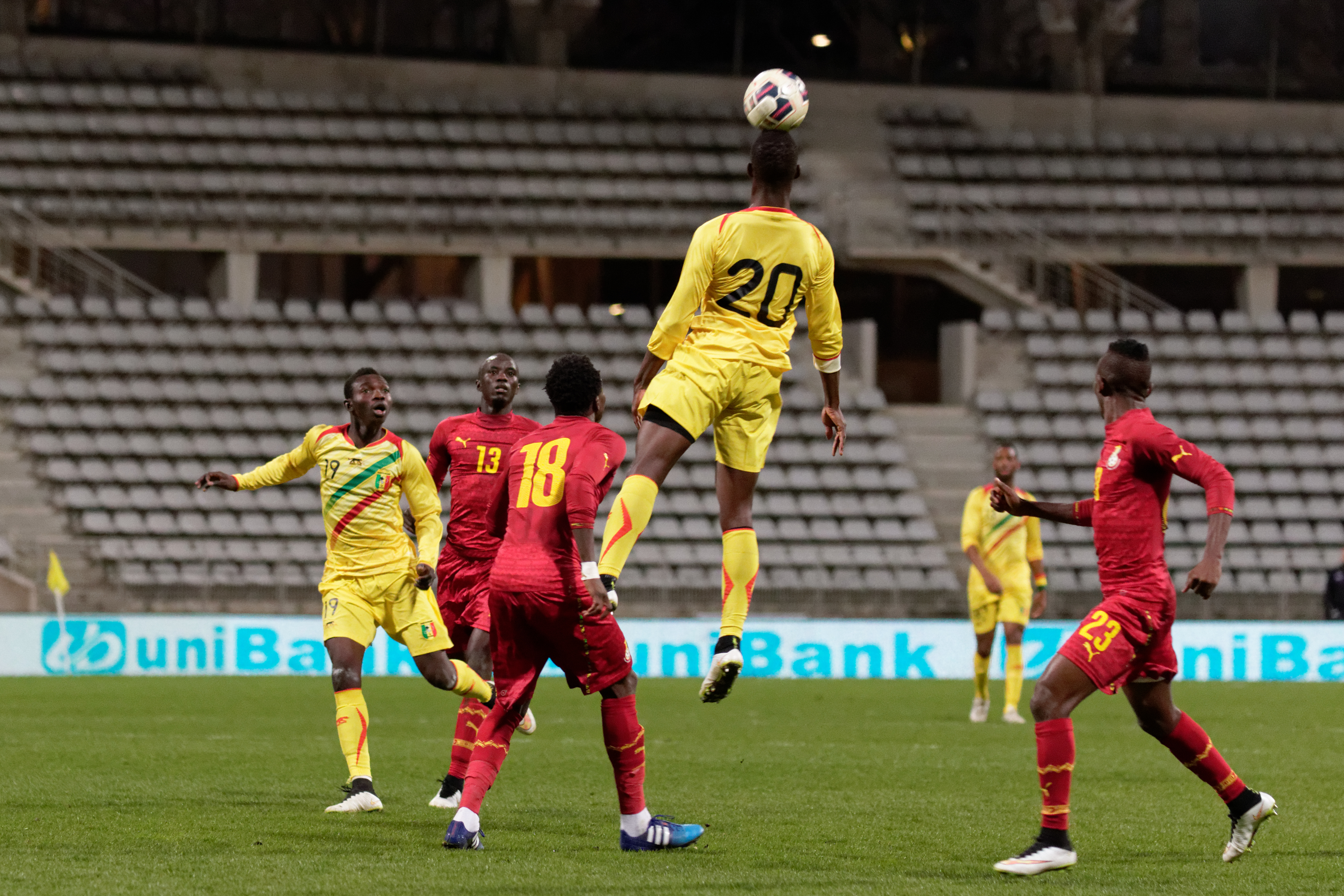
Modibo Maïga (20) bei der Ausführung eines Kopfballs in einem Länderspiel gegen Ghana (2015)

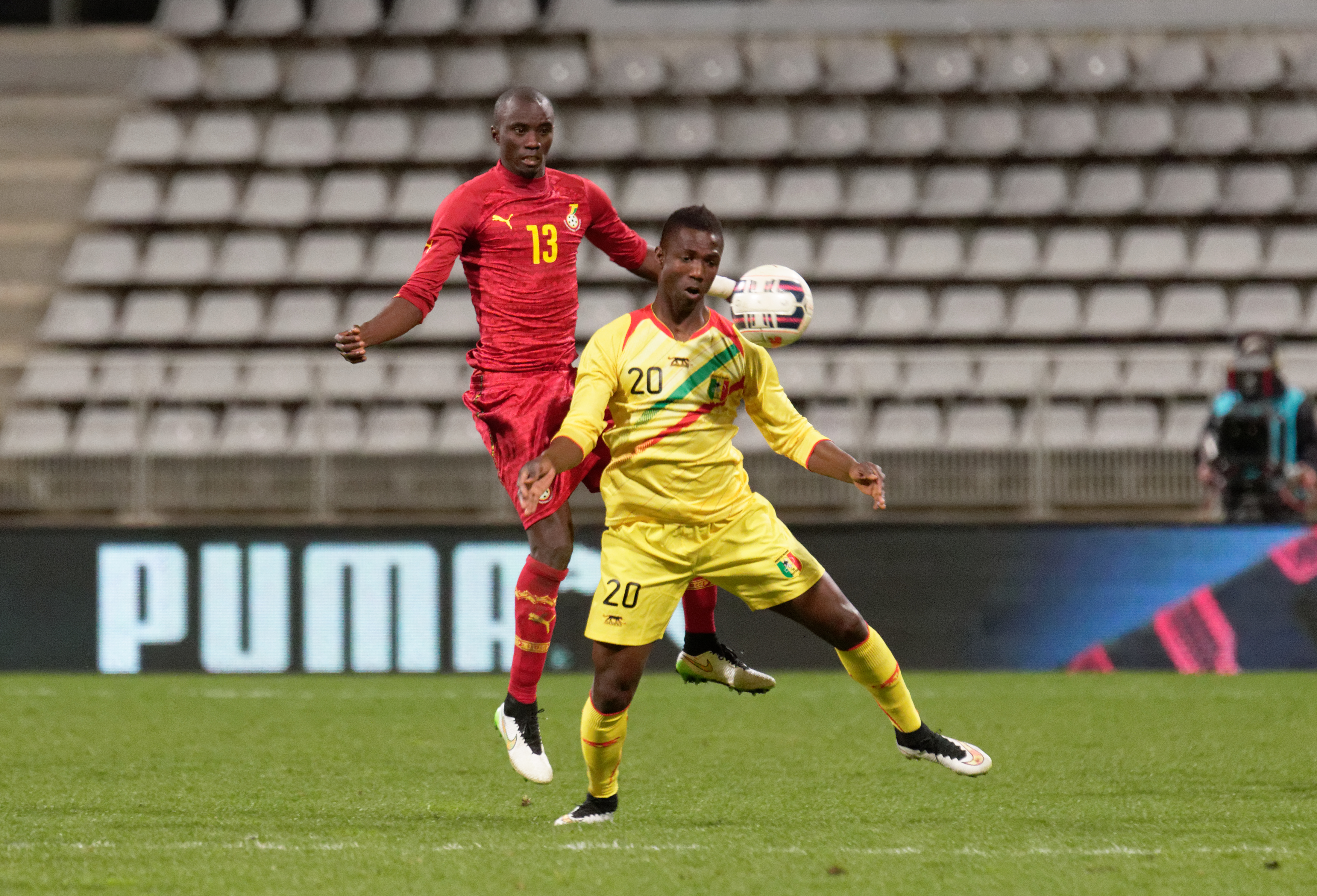
Modibo Maïga (20) im Zweikampf mit Mohammed Rabiu in einem Länderspiel gegen Ghana (2015)

Zu seinem A-Nationalteamdebüt für Mali kam Maïga am 17. November 2007, als er in einem freundschaftlichen Länderspiel gegen den Senegal vom damaligen Trainer Jean-François Jodar ab der 59. Minute für Souleymane Dembélé eingesetzt wurde. Nach weiteren Einsätzen in Freundschaftsspielen absolvierte er am 7. September 2009 sein erstes Spiel in der Qualifikation zur WM 2010, wobei er bei einer 0:1-Niederlage gegen die Republik Kongo in der zweiten Hälfte für Soumaila Coulibaly auf den Rasen kam. Nach einem Gruppensieg in der Gruppe 10 der zweiten Runde und weiteren Einsätzen in freundschaftlichen Länderspielen bestritt Modibo Maïga als einer der Hauptakteure die dritte Runde der WM-Qualifikation, in der die Mannschaft die Gruppe 4 als Dritter abschloss. In dieser Zeit gelang ihm auch sein erstes Länderspieltor, als er bei einem 3:1-Erfolg über Benin am 21. Juni 2009 in der 29. Spielminute zum 1:1-Ausgleich traf. Nach weiteren Länderspieleinsätzen in Freundschaftsspielen gegen Nordkorea und Ägypten um den Jahreswechsel 2009/10 war der Offensivakteur im von Stephen Keshi trainierten malischen 23-Mann-Aufgebot, das an der Fußball-Afrikameisterschaft 2010 teilnahm. Obgleich guter Offensivleistungen schied die Mannschaft noch in der Gruppenphase als Dritter der Gruppe A vom laufenden Turnier aus.
Unter dem Franzosen Alain Giresse nahm Modibo Maïga daraufhin an der Qualifikation zur Afrikameisterschaft 2012 teil, wo er mit Mali als Gruppensieger der Gruppe A hervorging und selbst in den ersten vier der sechs Qualifikationsspiele eingesetzt wurde. In der anschließenden Afrikameisterschaft 2012 setzte ihn Giresse ebenfalls als Stammkraft ein, wobei der Offensivspieler jedoch im Februar 2012, während er in Gabun gegen die dortige Nationalelf spielte, an Malaria erkrankte und über längere Zeit in einem Krankenhaus in der gabunischen Hauptstadt Libreville lag. Aufgrund dessen fiel Maïga, der zu diesem Zeitpunkt mit seinem Heimatland das Viertelfinale gewonnen hatte, für den Rest des Turniers aus. Mali unterlag daraufhin im Halbfinale der Elfenbeinküste mit 0:1; gewann jedoch das darauffolgende Spiel um Platz 3 gegen Ghana mit 2:0. Danach wurde er ab Mai wieder in der Nationalmannschaft eingesetzt und brachte es ab dieser Zeit zu Einsätzen in Freundschaftsspielen und in zwei Qualifikationsspielen zur WM 2014. Im September und Oktober 2012 qualifizierte er sich mit dem Team erfolgreich für die vorverlegte Fußball-Afrikameisterschaft 2013, wobei er beim Hin- und Rückspiel gegen Botswana je einen Treffer beisteuerte.
Bei der anschließenden Endrunde in Südafrika erreichte er mit seinem Heimatland unter Patrice Carteron das gleiche Ergebnis, wie im Jahr zuvor. Nachdem das Team im Viertelfinale mit 1:4 gegen den späteren Afrikameister Nigeria ausgeschieden war, erreichte die Mannschaft nach einem 3:1-Sieg über Ghana den dritten Platz. Danach wurde es monatelang weitgehend ruhig um Modibo Maïga in der Nationalmannschaft. Unter Interimstrainer Amadou Pathé Diallo, der das Amt bereits im Juni 2012 kurzzeitig innehatte, wurde er zumeist nicht berücksichtigt und kam nur zu einem Einsatz in einem freundschaftlichen Länderspiel gegen Südkorea am 15. Oktober 2013, wobei er den einzigen Treffer seines Teams bei der 1:3-Niederlage beisteuerte. Obwohl danach über ein Jahr nicht berücksichtigt, absolvierte er unter dem Polen Henryk Kasperczak die Vorbereitung auf die Fußball-Afrikameisterschaft 2015 und wurde in ebendieser von Kasperczak ebenfalls in das 23-köpfige Aufgebot geholt. Nach drei 1:1-Unentschieden gegen die Elfenbeinküste, Guinea und Kamerun ereilte les Aigles ein schnelles Ende in der Gruppenphase; Maïga war in allen drei Partien im Einsatz und erzielte im letzten Gruppenspiel gegen Guinea ein Tor für Mali. Über einen Losentscheid, der letzte dieser Art wurde bei der Afrikameisterschaft 1988 benötigt, kam in der Gruppe D Guinea weiter und Mali musste die Heimreise antreten. Unter Alain Giresse, der das Traineramt ab März 2015 zum zweiten Mal innehatte, schaffte es Maïga wieder zu einem Stammspieler in der malischen Nationalmannschaft, mit der er in Freundschaftsspielen und daraufhin in der Qualifikation zur Afrikameisterschaft 2017 antrat. Außerdem absolvierte er für sein Heimatland Spiele in der Qualifikation zur WM 2018. Bis dato (Stand: 22. April 2016) kam Modibo Maïga in mindestens 51 Länderspielen zum Einsatz und erzielte dabei elf Tore.

## Erfolge
Raja Casablanca
- 2004/05 – Groupement National de Football – Vizemeister
- 2005/06 – Arab Champions League – Sieger

Queens Park Rangers
- 2013/14 – Football League Championship – Sieger PlayOffs  ▲

Buriram United
- Thailand Champions Cup: 2019